# Hippothoa musivaria
Hippothoa musivaria is een mosdiertjessoort uit de familie van de Hippothoidae. De wetenschappelijke naam van de soort is voor het eerst geldig gepubliceerd in 1982 door Hayward & Fordy.